# Cobi (entreprise)
Cobi est une société polonaise de fabrication de jouets, son siège social se situe à Varsovie et le principal centre de production se trouve à Mielec. La société est surtout connue pour sa fabrication de briques emboîtables, permettant d'obtenir des combinaisons différentes d'assemblage. L'entreprise Cobi est le second fabricant en Europe et le troisième au monde dans cette catégorie.
Sa gamme de produit est : Petite Armée (Mała Armia), Romains et Barbares (Rzymianie i Barbarzyńcy), Wild Story, Bataille de Grunwald (Grunwald), Formule 1 (Formuła 1) et Action Town.

## Historique
La société a été créée en 1987 sous le nom d'Etrob. Initialement elle produit des jeux de société et des puzzle. Avec le temps elle introduit sur le marché polonais des jouets de marques étrangères telles que : Hasbro, Matchbox, Tyco Toys. En 1992, elle met en place une filiale nommée Cobert qui se spécialise dans le moulage par injection. La même année elle lance la production de briques Cobi compatibles et interchangeables avec les briques Lego.
En raison du développement dynamique de la marque Cobi au milieu des années 1990, la société se concentre principalement sur la fabrication de briques et de leur exportation. En 1996, le centre de production de Mielec est ouvert. Deux ans plus tard  commence une exportation en masse en Tchéquie, Slovaquie, Russie, Allemagne et France.
En 2001 les filiales en Tchéquie et Slovaquie sont ouvertes. Cinq ans plus tard Cobi fusionne avec le fabricant américain de jouets Best-Lock, ce qui lui permet de pénétrer les marchés de l'Amérique du Nord et de l'Asie. Grâce à cette fusion les briques Cobi apparaissent dans la chaîne de magasins Toys “R” Us.